# Nogueira de Ramoim

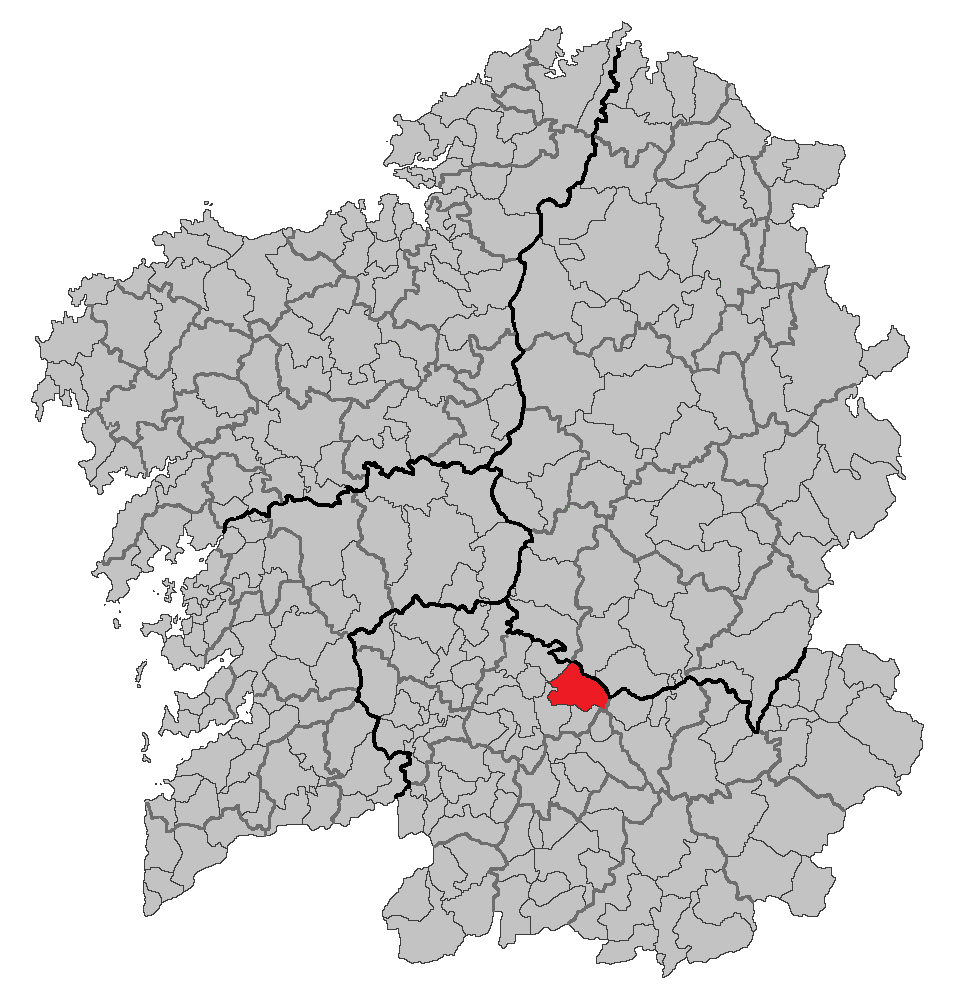
Localização de Nogueira de Ramuín

Nogueira de Ramoim (Nogueira de Ramuín) é um município da Espanha na província 
de Ourense, 
comunidade autónoma da Galiza, de área 98,31 km² com 
população de 2475 habitantes (2007) e densidade populacional de 25,99 hab/km².

## Demografia
| Variação demográfica do município entre 1991 e 2004 | Variação demográfica do município entre 1991 e 2004 | Variação demográfica do município entre 1991 e 2004 | Variação demográfica do município entre 1991 e 2004 |
| --------------------------------------------------- | --------------------------------------------------- | --------------------------------------------------- | --------------------------------------------------- |
| 1991                                                | 1996                                                | 2001                                                | 2004                                                |
| 2802                                                | 2713                                                | 2531                                                | 2561                                                |